# Hydrotroop
Een hydrotrope stof of hydrotroop is een stof die de oplosbaarheid in water van andere organische stoffen verhoogt, die anders niet of maar weinig in water oplossen. Veel wasmiddelen, detergenten en schoonmaakmiddelen bevatten een kleine hoeveelheid, enkele gewichtsprocenten van één of meer hydrotropen, wat een hogere concentratie aan oppervlakte-actieve stoffen of andere ingrediënten toelaat.
Veel gebruikte hydrotropen zijn sulfonaten, dat zijn esters van sulfonzuur, bijvoorbeeld alkylsulfonaat. In plaats van deze sulfaatesters kunnen ook fosfaatesters worden gebruikt.